# Terrell Carnegie Library

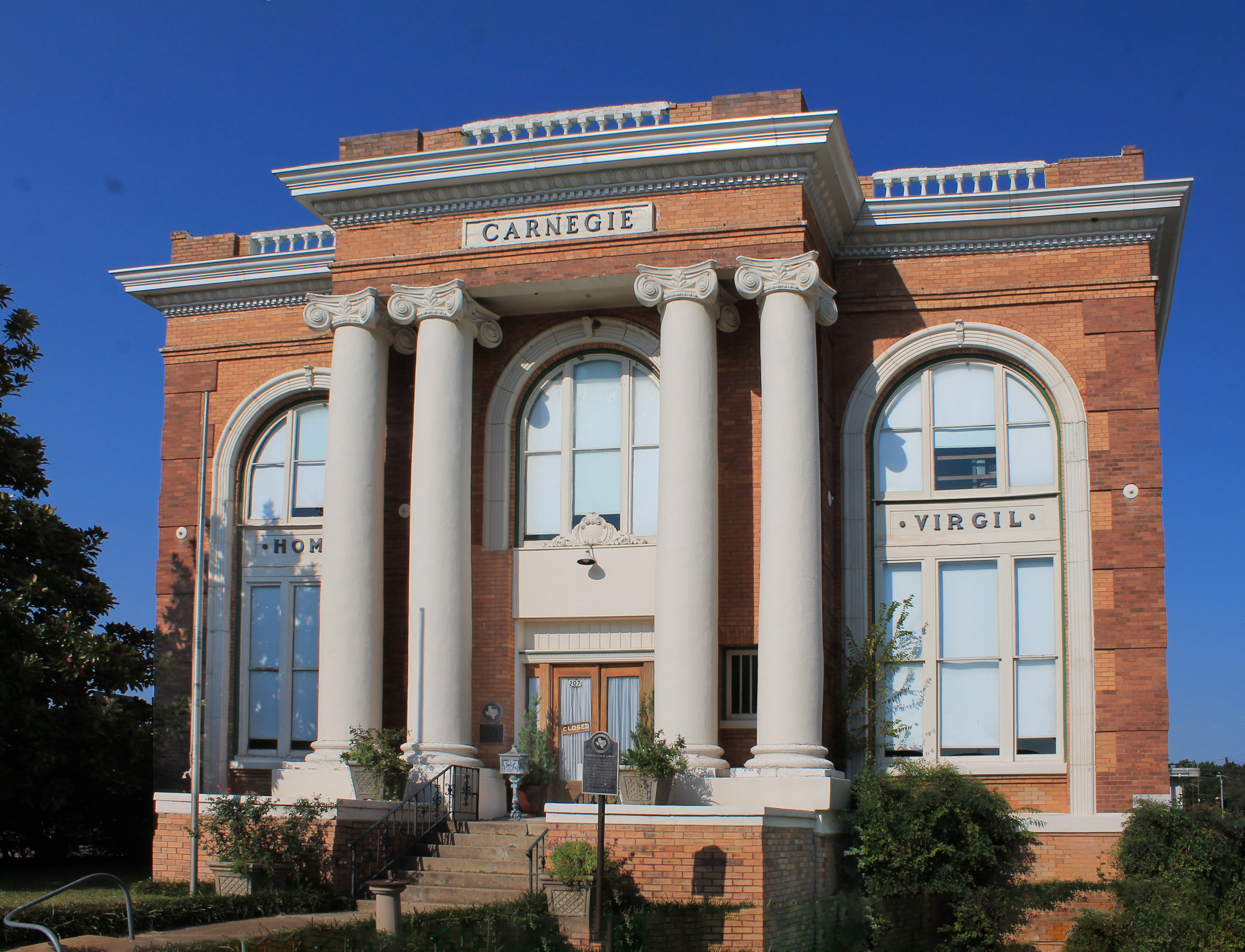
Terrell Carnegie Library (2012)

Die Carnegie Library ist ein ehemaliges Bibliotheksgebäude in der texanischen Kleinstadt Terrell. Es wurde in den Jahren 1903/04 nach Plänen des in Waco ansässigen Architektenbüros Messer & Weymess-Smith im Classical-Revival-Stil errichtet. Mit der Ausführung war die Baufirma Goodman & Anderson beauftragt.

## Geschichte
Im Jahr 1903 fasste die Stadt Terrell den Beschluss, eine öffentliche Bibliothek zu errichten. Drei örtliche Frauenvereine knüpften einen Kontakt zur Stiftung des Stahlmagnaten Andrew Carnegie, die zur Gewährleistung freien Zugangs zu Bildung in den gesamten Vereinigten Staaten den Bau von Bibliotheken finanziell förderte. Unter der Vorbedingung, dass die Stadt ein Grundstück bereitstelle, sicherte Carnegie die Bausumme sowie einen festen jährlichen Betrag für deren Unterhaltung zu. Geeignetes Bauland fand sich auf dem Besitz des Verlegers Oscar Branch Colquitt, dem späteren Gouverneur von Texas. Mit dem Bau konnte 1903 begonnen werden, die Einweihung fand im März 1904 statt.
Das Gebäude wurde bis 1985 als öffentliche Bibliothek genutzt. Seither dient es der Terrell Heritage Society, die bereits seit 1973 im zweiten Stock des Hauses das Terrell Heritage Society Museum betrieb, als Sitz.  
Als bedeutender Teil des architektonischen Erbes der Stadt Terrell wurde die Carnegie Library im Mai 2006 in das National Register of Historic Places aufgenommen.